# Pincoya

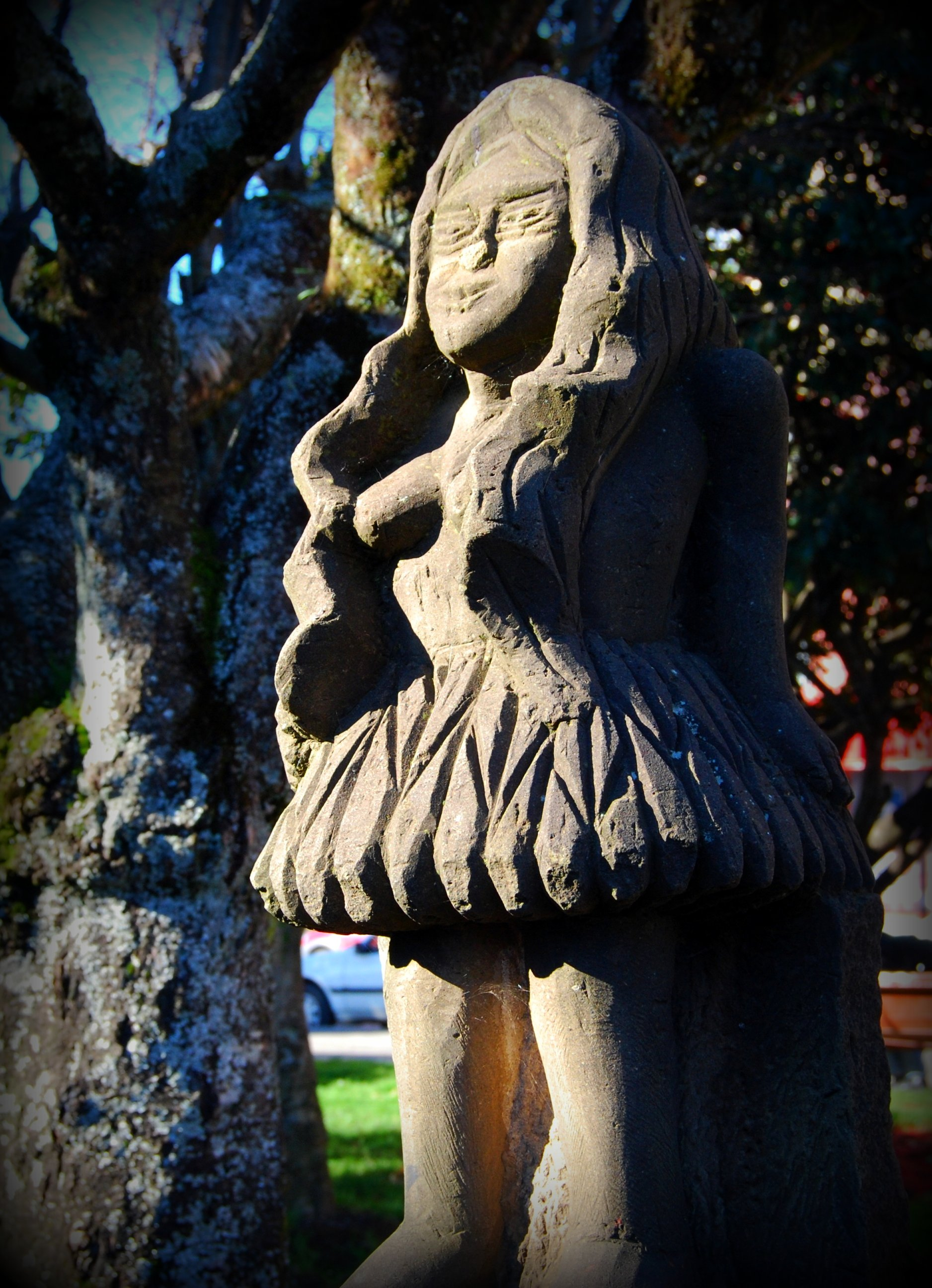
Statua della Pincoya nella piazza di Ancud.

Pincoya è uno spirito marino femminile presente nelle tradizioni dell'isola di Chiloé in Cile. Pincoya ha lunghi capelli biondi, è di incomparabile bellezza, è allegra e sensuale, e viene vista spesso emergere dalle profondità del mare. Personifica la fertilità delle specie marine. 
Pincoya è la figlia di Millalobo (re del mare nella mitologia cilena). Ha una sorella, la Sirena chilota ed un fratello, Pincoy. I tre fratelli fungono da guida per gli spiriti dei marinai annegati su una grande nave fantasma, la Caleuche. Il mito vuole che, una volta a bordo, i morti possano riprendere a vivere come se lo fossero davvero.